# U-971
Unterseeboot 971 foi um submarino alemão do Tipo VIIC, pertencente a Kriegsmarine que atuou durante a Segunda Guerra Mundial.

## Comandantes
| Comandante           | Data                                     |
| -------------------- | ---------------------------------------- |
| Oblt. Walter Zeplien | 1 de abril de 1943 - 24 de junho de 1944 |

## Subordinação
Durante o seu tempo de serviço, esteve subordinado às seguintes flotilhas:
| Período                                  | Flotilha                                  |
| ---------------------------------------- | ----------------------------------------- |
| 1 de abril de 1943 - 31 de maio de 1944  | 5. Unterseebootsflottille (treinamento)   |
| 1 de junho de 1944 - 24 de junho de 1944 | 3. Unterseebootsflottille (serviço ativo) |